# Rue Bertrand-de-l'Isle
La rue Bertrand-de-l'Isle (en occitan : carrièra Bertran de l'Isla) est une voie de Toulouse, chef-lieu de la région Occitanie, dans le Midi de la France.

## Situation et accès

### Description
La rue Bertrand-de-l'Isle est une voie publique. Elle se situe au cœur du quartier Saint-Étienne, dans le secteur 1 - Centre. Elle n'est longue que de 46 mètres, d'orientation ouest-est. Elle est large de 11 mètres. Elle naît de la rue Sainte-Anne, dans l'axe du chevet de la cathédrale Saint-Étienne, et se termine au carrefour des allées Forain-François-Verdier.
La chaussée compte deux voies de circulation automobile en sens unique, de la rue Sainte-Anne vers les allées Forain-François-Verdier. Elle est définie comme une zone de rencontre et la circulation y est limitée à 20 km/h. Il existe une bande cyclable dans chaque sens de circulation.

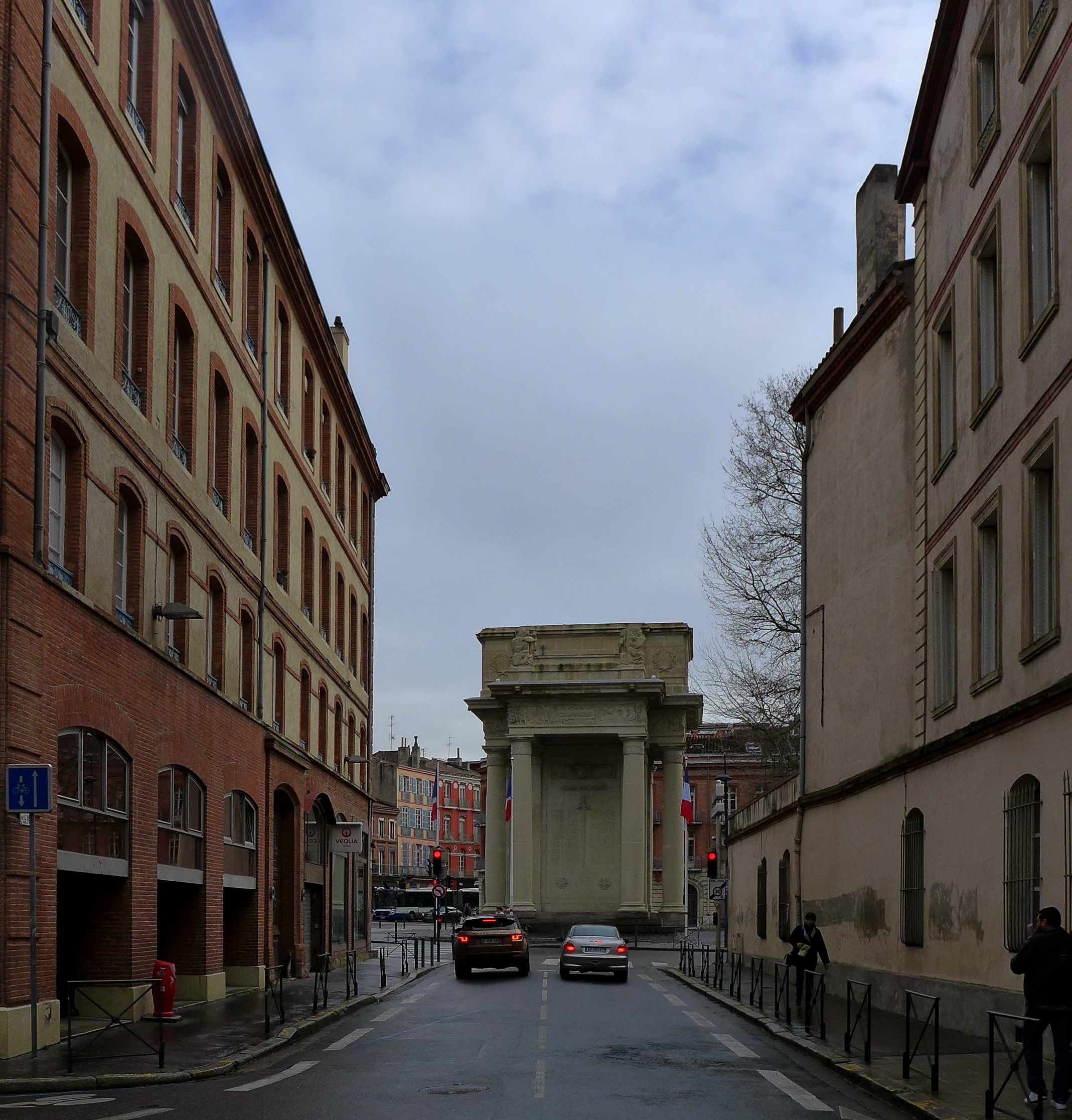
La rue Bertrand-de-l'Isle du côté des allées Forain-François-Verdier et du Monument aux combattants de la Haute-Garonne.

### Voies rencontrées
La rue Bertrand-de-l'Isle rencontre les voies suivantes, dans l'ordre des numéros croissants :
1. Rue Sainte-Anne
2. Allées François-Verdier

## Odonymie
Depuis 1861, le nom de la rue Bertrand-de-l'Isle rend hommage à Bertrand de L'Isle-Jourdain (v. 1230-1286), évêque de Toulouse entre 1270 et 1286. Il entreprit, en 1272, la construction du chœur de la cathédrale Saint-Étienne,. Il ne doit pas être confondu avec un autre Bertrand de L'Isle (v. 1050-1123), lui aussi né à L'Isle-Jourdain, évêque de Comminges entre 1080 et 1123, et dont Saint-Bertrand-de-Comminges conserve le nom.

## Histoire

### Moyen Âge et période moderne
Au Moyen Âge, la rue Bertrand-de-l'Isle n'existe pas. Perpendiculairement à l'axe de la rue passe, depuis le Ier siècle, le rempart de la ville. Du côté de la cité, l'espace est occupé par le quartier canonial de la cathédrale Saint-Étienne, qui s'étend entre les rues de la Porte-Saint-Étienne et Riguepels au nord, la place Saint-Étienne et le palais épiscopal à l'ouest et la rue Saint-Jacques au sud. Sur le sol de l'actuelle rue Bertrand-de-l'Isle et du bâtiment qui le borde au nord (emplacement de l'actuel no 1) se trouve la prévôté du chapitre, tandis que se trouve, au sud (emplacement de l'actuel no 2), la boulangerie, ces deux bâtiments étant appuyés sur le rempart. Les bâtiments sont alors bordés à l'ouest par la cour de la prévôté (actuelle partie nord de la rue Sainte-Anne).
En 1593, la prévôté est profondément remaniée par le prévôt, Jean Daffis : c'est de cette période que datent les fenêtres à meneaux conservées et replacées au deuxième étage de la cour intérieure de l'immeuble actuel. La prévôté est embellie à plusieurs reprises, en particulier par les prévôts Jean Cabreroles de Villespassans en 1712 et Guillaume Bétou en 1737.

### Époque contemporaine

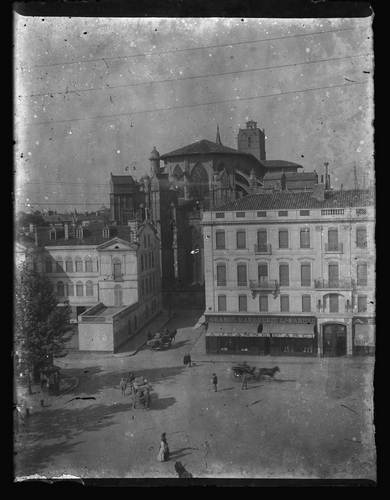
La rue Bertrand-de-l'Isle et le chevet de la cathédrale Saint-Étienne (Eugène Trutat, fin du XIXe siècle, archives municipales).

La Révolution française bouleverse considérablement la vie religieuse en France et les répercussions sont particulièrement importantes pour les chanoines et le quartier canonial de Saint-Étienne. En 1790, les congrégations religieuses sont supprimées et les biens du clergé sont mis à la disposition de la Nation. On réclame dès 1799 le prolongement de la rue de la Chanoinie (partie sud de l'actuelle rue Sainte-Anne) jusqu'à la cour de la prévôté. Aussi le décret impérial du 7 octobre 1809 ordonne la démolition de l'église Saint-Jacques et des bâtiments communs des chanoines (actuels no 20 à 24 bis rue Sainte-Anne), et le prolongement de la rue de la Chanoinie jusqu'à la cour de la prévôté. Les travaux de démolition occupent l'année 1811 : en 1813, la nouvelle rue est nommée d'après Sainte-Anne,.
Dans les années suivantes, la porte Saint-Étienne est démolie en 1826, et comme on a élargi la rue de la Porte-Saint-Étienne jusqu'aux allées Saint-Étienne (actuelles allées François-Verdier), on décide de percer une nouvelle rue, dans l'axe du chevet de la cathédrale. En 1859, la prévôté est démolie à son tour. Après un échange de terrains avec les époux Bonnet, qui l'ont acquise l'année précédente, un immeuble nouveau est construit à son emplacement, tandis que la rue Bertrand-de-l'Isle est enfin tracée entre la rue Sainte-Anne et les allées Saint-Étienne,.

## Patrimoine et lieux d'intérêt
- no  1 : emplacement du rempart antique (début du Ier siècle) ; emplacement de la prévôté du chapitre (début du XIIe siècle et fin du XVIe siècle) ; hôtel Bonnet (1859). 
L'immeuble actuel est construit pour les époux Bonnet à l'emplacement de l'ancienne prévôté du chapitre de Saint-Étienne, lors du réaménagement de la zone autour de l'ancienne porte Saint-Étienne, détruite depuis 1826. La prévôté avait construite au début du XIIe siècle, entre 1100 et 1140, pour le prévôt. Le bâtiment avait été profondément remanié en 1593 par le prévôt Jean Daffis, et réaménagé aux siècles suivants. 
L'hôtel Bonnet est construit après un échange de parcelles entre la municipalité et les époux Bonnet en 1858. L'édifice est formé de quatre corps de bâtiments disposés autour d'une grande cour centrale. Il se développe sur cinq niveaux : un sous-sol, un rez-de-chaussée et trois étages. Des vestiges du rempart antique sont encore visibles dans le sous-sol. Les façades ne sont pas toutes traitées de la même façon et celle de la rue Bertrand-de-l'Isle, longue de onze travées, est dépouillée de tout ornement. Dans la cour de l'immeuble sont visibles six fenêtres à meneaux, vestiges de l'ancienne prévôté. Une plaque, gravée d'une inscription en latin en 1712, en l'honneur du prévôt Jean Cabrerolles de Villespassans, originellement située au-dessus de la porte de la chapelle de la prévôté, a été replacée sur la façade principale de la cour[10].

- no  2 : hôtel particulier (XVIIIe – XIXe siècle)[11].